# سیارک ۱۰۷۱۵
سیارک ۱۰۷۱۵ (به انگلیسی: 10715 Nagler، نامگذاری:1983RL4) ده هزار و هفتصد و پانزدهمین سیارک کشف شده‌است که در ۱۱ سپتامبر ۱۹۸۳ کشف شد.
قدر مطلق سیارک برابر ۱۳٫۱۰ است.